# Ouro Branco (kommun i Brasilien, Minas Gerais, lat -20,53, long -43,69)
Ouro Branco är en kommun i Brasilien.   Den ligger i delstaten Minas Gerais, i den sydöstra delen av landet, 700 km sydost om huvudstaden Brasília. Antalet invånare är 35 260.
Följande samhällen finns i Ouro Branco:
- Ouro Branco

Omgivningarna runt Ouro Branco är huvudsakligen savann. Runt Ouro Branco är det ganska tätbefolkat, med 120 invånare per kvadratkilometer.